# Акобинський сільський округ
Ако́бинський сільський округ (каз. Ақоба ауылдық округі, рос. Акобинский сельский округ) — адміністративна одиниця у складі Жанібецького району Західноказахстанської області Казахстану. Адміністративний центр та єдиний населений пункт — село Акоба.
Населення — 651 особа (2021; 891 у 2009, 1340 у 1999, 1468 у 1989).
Станом на 1989 рік існувала Акобинська сільська рада (села Акоба, Жиєнбет, Манчур). Села Жиєнбет та Мангур ліквідовано 2003 року.

## Склад
До складу округу входять такі населені пункти:
| Населений пункт | Старі назви | Населення, осіб (1989) | Населення, осіб (1999) | Населення, осіб (2009) | Населення, осіб (2021) |
| --------------- | ----------- | ---------------------- | ---------------------- | ---------------------- | ---------------------- |
| Акоба, село     | -           | 1204                   | 1175                   | 891                    | 651                    |
| Жиєнбет, село   | -           | 102                    | 93                     | -                      | -                      |
| Мангур, село    | Манчур      | 162                    | 72                     | -                      | -                      |